# Jon Guidon
Jon Guidon (* 5. Oktober 1892 in Zernez; † 5. Dezember 1966 in Chur) war ein Schweizer Dichter. Er publizierte im rätoromanischen Idiom Vallader.

## Leben
Jon Guidon wuchs in Zernez im rätoromanischen Unterengadin auf. Er besuchte die Kantonsschule Chur und studierte später Forstwirtschaft an der ETH Zürich. Hauptberuflich amtete er danach als Gemeinde- und Kreisförster im Engadin, im Bergell und im Val Müstair. 
Er lebte nach seiner Pensionierung 1952 in Scuol und später in der Bündner Kantonshauptstadt Chur. Nebenbei war er als Dichter tätig, wie bereits sein Grossvater Otto Guidon (1831–1921). 
Erste Gedichte veröffentlichte er ab 1920 im Chalender Ladin. Ab 1927 erschienen seine Gedichte und Prosaerzählungen in seiner Muttersprache Vallader. Ausserdem war er Redaktor der Zeitschrift L’aviöl. 1944 wurde er für seinen Gedichtband Il culaischem mit dem Buchpreis der Schweizerischen Schillerstiftung ausgezeichnet.
Der Maler und Schriftsteller Jacques Guidon war sein Neffe und Patenkind.

## Werke
Prosa
- Davart l’amur e la mort (Chasa Paterna 16), 1927
- Il frousler, 1962

Lyrik
- Il röser sulvadi, 1928
- Il culaischem, 1943
- L’alosser, 1954
- Il röven, 1965

Gesamtausgabe
- Poesia e prosa, Chur 1980